# 中村十作
中村十作（1867年2月22日—1943年1月22日）日本越後國頸城郡稻增村（今新潟縣上越市板倉區稻增）人，他為廢除宮古島的人頭稅做出貢獻。
中村十作的祖先世代擔任稻增村的莊屋（村的首長）。他於東京專門學校（今早稻田大學）中退後，加入海軍。1892年，前往宮古島，從事珍珠養殖業。當時，因日本吞併琉球國遭致琉球士族的普遍反對，沖繩縣廳施行舊慣溫存政策，一切踏襲第二尚氏王朝時期的政策。宮古島的人頭稅政策也被保留了下來。中村十作見宮古島平民甚為困苦，便與同至宮古島的精糖技師城間正安一起前往首里市，要求當時的沖繩縣知事奈良原繁廢除人頭稅制度。但這遭到了琉球士族的一致反對，因而無果而終。
同年，中村十作前往東京，向帝國議會遞交廢除宮古島人頭稅的請願書。途中遭到薩摩士族、琉球士族以及警察的妨礙。同鄉的讀賣新聞記者增田義一記載了宮古島的實情。中村十作、城間正安，以及宮古島農民代表西里蒲、平良真牛，向當時的國務大臣井上馨遞交了請願書。廢除宮古島人頭稅的議案獲得了帝國議會的承認，人頭稅制度於1903年正式廢止。
中村十作仍舊回到宮古島，從事珍珠養殖業，直到1940年珍珠養殖業被日本政府禁止為止。此後，中村來到京都居住，並於1943年因胃癌逝世。